# German Open 2008 (Badminton)
Koordinaten: 51° 25′ 24,9″ N, 6° 53′ 34,4″ O

Logo der Meisterschaft

Die German Open 2008 im Badminton fanden vom 26. Februar bis zum 2. März 2008 in Mülheim an der Ruhr statt. Das Preisgeld betrug 80.000 US-Dollar.

## Austragungsort
- RWE Sporthalle

## Sieger und Platzierte
| Disziplin    | Gold                       | Silber                       | Bronze                        |
| ------------ | -------------------------- | ---------------------------- | ----------------------------- |
| Herreneinzel | Lee Hyun-il                | Sho Sasaki                   | Shon Seung-mo                 |
| Herreneinzel | Lee Hyun-il                | Sho Sasaki                   | Gong Weijie                   |
| Dameneinzel  | Jun Jae-youn               | Wang Yihan                   | Juliane Schenk                |
| Dameneinzel  | Jun Jae-youn               | Wang Yihan                   | Li Wenyan                     |
| Herrendoppel | Lee Jae-jin Hwang Ji-man   | Jung Jae-sung Lee Yong-dae   | Cho Gun-woo Han Sang-hoon     |
| Herrendoppel | Lee Jae-jin Hwang Ji-man   | Jung Jae-sung Lee Yong-dae   | Guo Zhendong Xie Zhongbo      |
| Damendoppel  | Lee Kyung-won Lee Hyo-jung | Miyuki Maeda Satoko Suetsuna | Cheng Wen-hsing Chien Yu-chin |
| Damendoppel  | Lee Kyung-won Lee Hyo-jung | Miyuki Maeda Satoko Suetsuna | Gao Ling Zhao Tingting        |
| Mixed        | Lee Yong-dae Lee Hyo-jung  | He Hanbin Yu Yang            | Han Sang-hoon Hwang Yu-mi     |
| Mixed        | Lee Yong-dae Lee Hyo-jung  | He Hanbin Yu Yang            | Xu Chen Zhao Tingting         |

## Finalergebnisse
| Disziplin    | Sieger                     | Finalist                     | Ergebnis           |
| ------------ | -------------------------- | ---------------------------- | ------------------ |
| Herreneinzel | Lee Hyun-il                | Sho Sasaki                   | 22–20, 21–5        |
| Dameneinzel  | Jun Jae-youn               | Wang Yihan                   | 25–23, 21–10       |
| Herrendoppel | Lee Jae-jin Hwang Ji-man   | Jung Jae-sung Lee Yong-dae   | 21–13, 21–19       |
| Damendoppel  | Lee Kyung-won Lee Hyo-jung | Miyuki Maeda Satoko Suetsuna | 21–17, 21–16       |
| Mixed        | Lee Yong-dae Lee Hyo-jung  | He Hanbin Yu Yang            | 9–21, 27–25, 21–18 |

## Herreneinzel Qualifikation
- Andreas Adityawarman –  Gregory Schneider: 21-8 / 21-10
- Sebastian Schöttler –  Rune Massing: 21-12 / 21-17
- Zhu Weilun –  Alexander Roovers: 21-9 / 21-15
- Kristian Nielsen –  Markus Meffert: 21-14 / 21-7
- Kasper Ipsen –  Manfred Helms: 21-7 / 21-8
- Nathan Rice –  Denis Nyenhuis: 13-21 / 21-18 / 21-10
- Pavel Florián –  Roman Zirnwald: 17-21 / 21-19 / 21-19
- Dharma Gunawi –  Benjamin Wahnhoff: 20-22 / 21-11 / 21-14
- Krasimir Jankov –  Fabian Hammes: 21-18 / 21-12
- Koen Ridder –  Patrick Krämer: 21-6 / 21-12
- Daniel Graßmück –  Hannes Käsbauer: 21-12 / 18-21 / 21-13
- Endra Kurniawan –  Saber Afif: 21-13 / 21-14
- Dieter Domke –  Marius Breuer: 21-8 / 21-8
- Martin Bille Larsen –  Marcel Reuter: 21-10 / 21-19
- Kai Waldenberger –  Sune Gavnholt: 21-15 / 21-23 / 21-14
- Andreas Adityawarman –  Sebastian Schöttler: 21-14 / 21-17
- Kasper Ipsen –  Nathan Rice: 21-15 / 21-19
- Dharma Gunawi –  Pavel Florián: 21-19 / 21-14
- Taufiq Hidayat Akbar –  Krasimir Jankov: 21-11 / 21-19
- Koen Ridder –  Daniel Graßmück: 21-18 / 21-13
- Endra Kurniawan –  Dieter Domke: 17-21 / 22-20 / 22-20
- Martin Bille Larsen –  Kai Waldenberger: 21-19 / 15-21 / 21-10

## Herreneinzel
- Park Sung-hwan –  Christian Bösiger: 21-14 / 21-11
- Richard Vaughan –  Jan Fröhlich: 21-18 / 21-10
- Lu Yi –  Kasper Ødum: 21-5 / 18-21 / 21-14
- Olga Kozlova –  Kevin Cordón: 21-19 / 21-9
- Andre Kurniawan Tedjono –  Anand Pawar: 21-10 / 12-21 / 21-15
- Alamsyah Yunus –  Vladislav Druzchenko: 21-18 / 18-21 / 21-14
- Sho Sasaki –  Raju Rai: 21-10 / 21-17
- Jan Vondra –  Koen Ridder: 21-12 / 19-21 / 21-11
- Eric Pang –  Lee Tsuen Seng: 17-21 / 22-20 / 21-12
- Rune Ulsing –  Carlos Longo: 21-13 / 21-9
- Marc Zwiebler –  Sven Eric Kastens: 21-18 / 21-16
- Brice Leverdez –  Kęstutis Navickas: 21-9 / 21-18
- Kenichi Tago –  Eric Go: 21-13 / 21-15
- Martin Bille Larsen –  Kristian Nielsen: 12-21 / 21-16 / 21-13
- Shon Seung-mo –  Anup Sridhar: 21-11 / 21-5
- Hsieh Yu-hsing –  Dharma Gunawi: 21-16 / 15-21 / 21-14
- Jan Ø. Jørgensen –  Sairul Amar Ayob: 13-21 / 21-13 / 21-10
- Tommy Sugiarto –  Scott Evans: 21-14 / 21-9
- Lee Yen Hui Kendrick –  Christian Lind Thomsen: 18-21 / 21-9 / 21-12
- Erwin Kehlhoffner –  Arvind Bhat: 21-16 / 17-21 / 21-18
- Zhu Weilun –  Andrew Smith: 21-19 / 21-14
- Nguyễn Tiến Minh –  Roman Spitko: 21-14 / 21-7
- Shoji Sato –  Bobby Milroy: 21-14 / 22-20
- Raul Must –  Petr Koukal: 12-21 / 21-18 / 21-17
- Joachim Persson –  Hans-Kristian Vittinghus: 21-19 / 21-10
- Andreas Adityawarman –  Pablo Abián: 21-13 / 17-21 / 21-15
- Roslin Hashim –  Kasper Ipsen: 21-11 / 21-7
- Taufiq Hidayat Akbar –  John Moody: 21-18 / 15-21 / 21-10
- Dicky Palyama –  Magnus Sahlberg: 21-15 / 21-11
- Endra Kurniawan –  Nabil Lasmari: 21-13 / 21-17
- Lee Hyun-il –  Björn Joppien: 21-13 / 21-12
- Gong Weijie –  Niluka Karunaratne: w.o.
- Park Sung-hwan –  Richard Vaughan: 21-10 / 21-9
- Lu Yi –  Olga Kozlova: 21-11 / 23-21
- Andre Kurniawan Tedjono –  Alamsyah Yunus: 17-21 / 23-21 / 21-18
- Sho Sasaki –  Jan Vondra: 21-10 / 21-10
- Eric Pang –  Rune Ulsing: 21-17 / 21-11
- Marc Zwiebler –  Brice Leverdez: 21-12 / 21-11
- Kenichi Tago –  Martin Bille Larsen: 17-21 / 21-11 / 21-15
- Shon Seung-mo –  Hsieh Yu-hsing: 21-9 / 21-19
- Gong Weijie –  Jan Ø. Jørgensen: 21-17 / 21-7
- Tommy Sugiarto –  Lee Yen Hui Kendrick: 20-22 / 21-11 / 21-14
- Zhu Weilun –  Erwin Kehlhoffner: 21-10 / 21-9
- Shoji Sato –  Nguyễn Tiến Minh: 21-18 / 21-19
- Joachim Persson –  Raul Must: 21-9 / 21-16
- Roslin Hashim –  Andreas Adityawarman: 21-16 / 21-19
- Dicky Palyama –  Taufiq Hidayat Akbar: 21-17 / 11-21 / 21-16
- Lee Hyun-il –  Endra Kurniawan: 21-12 / 21-13
- Park Sung-hwan –  Lu Yi: 24-22 / 21-14
- Sho Sasaki –  Andre Kurniawan Tedjono: 14-21 / 21-16 / 21-9
- Eric Pang –  Marc Zwiebler: 21-18 / 7-21 / 21-10
- Shon Seung-mo –  Kenichi Tago: 24-22 / 29-27
- Gong Weijie –  Tommy Sugiarto: 21-15 / 21-11
- Shoji Sato –  Zhu Weilun: 21-19 / 21-19
- Roslin Hashim –  Joachim Persson: 21-8 / 16-21 / 22-20
- Lee Hyun-il –  Dicky Palyama: 21-8 / 21-15
- Sho Sasaki –  Park Sung-hwan: 21-19 / 12-21 / 21-17
- Shon Seung-mo –  Eric Pang: 15-21 / 21-10 / 21-19
- Gong Weijie –  Shoji Sato: 21-13 / 21-14
- Lee Hyun-il –  Roslin Hashim: 21-15 / 21-19
- Sho Sasaki –  Shon Seung-mo: 21-19 / 25-23
- Lee Hyun-il –  Gong Weijie: 21-10 / 21-11
- Lee Hyun-il –  Sho Sasaki: 22-20 / 21-5

## Dameneinzel Qualifikation
- Lê Ngọc Nguyên Nhung –  Weny Rasidi: 21-12 / 21-12
- Chloe Magee –  Johanna Goliszewski: 19-21 / 21-12 / 21-19
- Li Wenyan –  Diana Dimova: 21-12 / 21-10
- Nanna Brosolat Jensen –  Nathalie Descamps: 21-16 / 16-21 / 22-20
- Janet Köhler –  Mona Reich: 21-11 / 21-19
- Aprilia Yuswandari –  Lucía Tavera: 21-12 / 21-13
- Karin Schnaase –  Yoana Martínez: 21-17 / 21-11
- Lê Ngọc Nguyên Nhung –  Chloe Magee: 21-17 / 21-9
- Li Wenyan –  Nanna Brosolat Jensen: 19-21 / 21-7 / 21-19
- Aprilia Yuswandari –  Janet Köhler: 21-11 / 23-21
- Fransisca Ratnasari –  Karin Schnaase: 21-11 / 21-9

### Dameneinzel
- Jeanine Cicognini –  Rachel van Cutsen: 21-16 / 21-12
- Larisa Griga –  Claudia Rivero: 21-8 / 20-22 / 21-13
- Olga Konon –  Cheng Shao-chieh: 21-18 / 21-7
- Wang Yihan –  Fransisca Ratnasari: 21-18 / 23-21
- Eriko Hirose –  Eva Lee: 21-7 / 21-12
- Maria Kristin Yulianti –  Filipa Lamy: 21-11 / 21-6
- Hwang Hye-youn –  Agnese Allegrini: 21-5 / 21-10
- Xing Aiying –  Elizabeth Cann: 24-22 / 21-18
- Petya Nedelcheva –  Aprilia Yuswandari: 23-21 / 21-9
- Sara Persson –  Pai Hsiao-ma: 21-17 / 16-21 / 21-11
- Juliane Schenk –  Lê Ngọc Nguyên Nhung: 21-8 / 21-10
- Yu Hirayama –  Charmaine Reid: 21-12 / 21-8
- Kanako Yonekura –  Camilla Sørensen: 21-13 / 21-16
- Jiang Yanjiao –  Kaori Mori: 21-9 / 21-14
- Jun Jae-youn –  Jill Pittard: 21-11 / 21-15
- Li Wenyan –  Telma Santos: w.o.
- Larisa Griga –  Jeanine Cicognini: 21-19 / 21-15
- Wang Yihan –  Olga Konon: 21-17 / 21-12
- Maria Kristin Yulianti –  Eriko Hirose: 21-12 / 24-26 / 21-19
- Li Wenyan –  Hwang Hye-youn: 21-13 / 15-21 / 21-13
- Xing Aiying –  Petya Nedelcheva: 16-21 / 21-15 / 21-15
- Juliane Schenk –  Sara Persson: 21-16 / 21-15
- Yu Hirayama –  Kanako Yonekura: 13-21 / 21-12 / 21-18
- Jun Jae-youn –  Jiang Yanjiao: 21-19 / 21-14
- Wang Yihan –  Larisa Griga: 21-13 / 21-17
- Li Wenyan –  Maria Kristin Yulianti: 18-21 / 21-16 / 21-12
- Juliane Schenk –  Xing Aiying: 21-18 / 13-21 / 21-8
- Jun Jae-youn –  Yu Hirayama: 21-15 / 21-11
- Wang Yihan –  Li Wenyan: 21-14 / 19-21 / 22-20
- Jun Jae-youn –  Juliane Schenk: 21-17 / 3-1 ret.
- Jun Jae-youn –  Wang Yihan: 25-23 / 21-10

## Herrendoppel Qualifikation
- Daniel Graßmück /  Roman Zirnwald –  Fabian Hammes /  Hannes Käsbauer: 21-14 / 14-21 / 21-18
- David Lindley /  Kristian Roebuck –  Jorrit de Ruiter /  Jürgen Wouters: 21-19 / 19-21 / 21-10
- Anggun Nugroho /  Devin Lahardi Fitriawan –  Marius Breuer /  Alexander Roovers: 21-13 / 21-16
- Dharma Gunawi /  Peter Zauner-  Andrew Ellis /  Chris Langridge: 21-13 / 21-16
- Tontowi Ahmad /  Muhammad Rizal –  Felix Schoppmann /  Franklin Wahab: 21-16 / 21-16
- Daniel Graßmück /  Roman Zirnwald –  Denis Nyenhuis /  Gregory Schneider: 12-21 / 21-16 / 22-20
- David Lindley /  Kristian Roebuck –  Anggun Nugroho /  Devin Lahardi Fitriawan: 21-10 / 21-9
- Dharma Gunawi /  Peter Zauner-  Christian Böhmer /  Kai Waldenberger: 21-10 / 21-12
- Tontowi Ahmad /  Muhammad Rizal –  Andrew Bowman /  Matthew Honey: 19-21 / 21-19 / 21-15

## Herrendoppel
- Jung Jae-sung /  Lee Yong-dae –  Tontowi Ahmad /  Muhammad Rizal: 21-9 / 21-9
- Rasmus Andersen /  Peter Steffensen –  Robert Adcock /  Robin Middleton: 21-16 / 21-19
- Fang Chieh-min /  Lee Sheng-mu –  Ruud Bosch /  Koen Ridder: 21-15 / 21-15
- Fran Kurniawan /  Rendra Wijaya –  Johannes Schöttler /  Tim Dettmann: 21-18 / 23-25 / 21-9
- Yonathan Suryatama Dasuki /  Rian Sukmawan –  Keita Masuda /  Tadashi Ohtsuka: 21-15 / 21-16
- Vitaliy Durkin /  Alexandr Nikolaenko –  Mike Beres /  William Milroy: 18-21 / 21-10 / 21-17
- Rasmus Bonde /  Kasper Faust Henriksen –  Daniel Graßmück /  Roman Zirnwald: 21-19 / 21-17
- Cho Gun-woo /  Han Sang-hoon –  Frédéric Mawet /  Wouter Claes: 21-11 / 21-17
- Jacob Chemnitz /  Mikkel Delbo Larsen –  Chris Adcock /  Dean George: 13-21 / 21-19 / 21-14
- Shintaro Ikeda /  Shuichi Sakamoto –  Mohammad Ahsan /  Bona Septano: 12-21 / 21-19 / 21-16
- Hu Chung-shien /  Tsai Chia-hsin –  Robert Blair /  Richard Eidestedt: 21-15 / 16-21 / 24-22
- Guo Zhendong /  Xie Zhongbo –  Roman Spitko /  Michael Fuchs: 17-21 / 21-10 / 21-15
- Keishi Kawaguchi /  Naoki Kawamae –  Dharma Gunawi /  Peter Zauner: 21-10 / 21-18
- Anders Kristiansen /  Simon Mollyhus –  Kristof Hopp /  Ingo Kindervater: 21-15 / 21-15
- Thomas Tesche /  Jochen Cassel –  David Lindley /  Kristian Roebuck: 21-19 / 21-19
- Lee Jae-jin /  Hwang Ji-man –  Adam Cwalina /  Wojciech Szkudlarczyk: 21-15 / 21-12
- Jung Jae-sung /  Lee Yong-dae –  Rasmus Andersen /  Peter Steffensen: 21-15 / 21-15
- Fang Chieh-min /  Lee Sheng-mu –  Fran Kurniawan /  Rendra Wijaya: 21-13 / 19-21 / 21-16
- Yonathan Suryatama Dasuki /  Rian Sukmawan –  Vitaliy Durkin /  Alexandr Nikolaenko: 21-10 / 21-11
- Cho Gun-woo /  Han Sang-hoon –  Rasmus Bonde /  Kasper Faust Henriksen: 21-15 / 21-18
- Shintaro Ikeda /  Shuichi Sakamoto –  Jacob Chemnitz /  Mikkel Delbo Larsen: 14-21 / 23-21 / 21-16
- Guo Zhendong /  Xie Zhongbo –  Hu Chung-shien /  Tsai Chia-hsin: 21-18 / 21-7
- Keishi Kawaguchi /  Naoki Kawamae –  Anders Kristiansen /  Simon Mollyhus: 21-13 / 21-14
- Lee Jae-jin /  Hwang Ji-man –  Thomas Tesche /  Jochen Cassel: 21-16 / 21-18
- Jung Jae-sung /  Lee Yong-dae –  Fang Chieh-min /  Lee Sheng-mu: 21-9 / 21-8
- Cho Gun-woo /  Han Sang-hoon –  Yonathan Suryatama Dasuki /  Rian Sukmawan: 22-20 / 21-11
- Guo Zhendong /  Xie Zhongbo –  Shintaro Ikeda /  Shuichi Sakamoto: 14-21 / 21-17 / 21-11
- Lee Jae-jin /  Hwang Ji-man –  Keishi Kawaguchi /  Naoki Kawamae: 21-13 / 21-18
- Lee Jae-jin /  Hwang Ji-man –  Guo Zhendong /  Xie Zhongbo: 21-17 / 21-19
- Jung Jae-sung /  Lee Yong-dae –  Cho Gun-woo /  Han Sang-hoon: w.o.
- Lee Jae-jin /  Hwang Ji-man –  Jung Jae-sung /  Lee Yong-dae: 21-13 / 21-19

## Damendoppel
- Lee Hyo-jung /  Lee Kyung-won –  Diana Dimova /  Petya Nedelcheva: 21-11 / 21-8
- Chou Chia-chi /  Yang Chia-tseng –  Elodie Eymard /  Weny Rasidi: 21-16 / 21-16
- Aki Akao /  Tomomi Matsuda –  Rachel van Cutsen /  Paulien van Dooremalen: 18-21 / 21-18 / 21-17
- Jo Novita /  Greysia Polii –  Johanna Persson /  Elin Bergblom: 21-15 / 21-14
- Jiang Yanmei /  Li Yujia –  Janet Köhler /  Karin Schnaase: 21-13 / 21-9
- Gao Ling /  Zhao Tingting –  Gitte Köhler /  Michaela Peiffer: 21-8 / 21-13
- Endang Nursugianti /  Rani Mundiasti –  Natalia Poluakan /  Yulianti CJ: 10-21 / 21-10 / 21-9
- Valeria Sorokina /  Nina Vislova –  Carina Mette /  Birgit Overzier: 19-21 / 21-16 / 21-14
- Christinna Pedersen /  Mie Schjøtt-Kristensen –  Fiona McKee /  Charmaine Reid: 21-8 / 21-13
- Ha Jung-eun /  Kim Min-jung –  Suzanne Rayappan /  Jenny Wallwork: 17-21 / 21-16 / 21-15
- Cheng Wen-hsing /  Chien Yu-chin –  Steffi Annys /  Séverine Corvilain: 21-14 / 21-12
- Miyuki Maeda /  Satoko Suetsuna –  Johanna Goliszewski /  Mona Reich: w.o.
- Eva Lee /  Mesinee Mangkalakiri –  Haw Chiou Hwee /  Lim Pek Siah: w.o.
- Lee Hyo-jung /  Lee Kyung-won –  Chou Chia-chi /  Yang Chia-tseng: 19-21 / 21-15 / 21-9
- Jo Novita /  Greysia Polii –  Aki Akao /  Tomomi Matsuda: 13-21 / 21-9 / 21-18
- Jiang Yanmei /  Li Yujia –  Nitya Krishinda Maheswari /  Lita Nurlita: 21-18 / 17-21 / 21-13
- Gao Ling /  Zhao Tingting –  Natalie Munt /  Gabrielle Adcock: 21-10 / 21-8
- Endang Nursugianti /  Rani Mundiasti –  Heather Olver /  Liza Parker: 21-12 / 14-21 / 21-13
- Miyuki Maeda /  Satoko Suetsuna –  Valeria Sorokina /  Nina Vislova: 21-10 / 21-19
- Ha Jung-eun /  Kim Min-jung –  Christinna Pedersen /  Mie Schjøtt-Kristensen: 25-23 / 21-13
- Cheng Wen-hsing /  Chien Yu-chin –  Eva Lee /  Mesinee Mangkalakiri: 21-10 / 21-12
- Lee Hyo-jung /  Lee Kyung-won –  Jo Novita /  Greysia Polii: 21-7 / 21-18
- Gao Ling /  Zhao Tingting –  Jiang Yanmei /  Li Yujia: 21-10 / 20-22 / 21-10
- Miyuki Maeda /  Satoko Suetsuna –  Endang Nursugianti /  Rani Mundiasti: 17-21 / 21-16 / 21-9
- Cheng Wen-hsing /  Chien Yu-chin –  Ha Jung-eun /  Kim Min-jung: 21-17 / 21-15
- Lee Hyo-jung /  Lee Kyung-won –  Gao Ling /  Zhao Tingting: 22-24 / 21-19 / 21-14
- Miyuki Maeda /  Satoko Suetsuna –  Cheng Wen-hsing /  Chien Yu-chin: 21-12 / 7-21 / 21-17
- Lee Hyo-jung /  Lee Kyung-won –  Miyuki Maeda /  Satoko Suetsuna: 21-17 / 21-16

## Mixed Qualifikation
- Adam Cwalina /  Małgorzata Kurdelska –  Felix Schoppmann /  Johanna Goliszewski: 21-16 / 22-20
- Anggun Nugroho /  Endang Nursugianti –  Dean George /  Mariana Agathangelou: 17-21 / 21-18 / 21-16
- Mikkel Delbo Larsen /  Mie Schjøtt-Kristensen –  Frédéric Mawet /  Séverine Corvilain: 21-15 / 21-16
- Ruud Bosch /  Paulien van Dooremalen –  Michael Fuchs /  Carina Mette: 20-22 / 21-18 / 21-16
- Matthew Honey /  Heather Olver –  Denis Nyenhuis /  Michaela Peiffer: 21-12 / 21-16
- Jorrit de Ruiter /  Ilse Vaessen –  Patrick Krämer /  Mona Reich: 21-6 / 21-13
- Chris Adcock /  Gabrielle Adcock –  Johannes Schöttler /  Gitte Köhler: 21-11 / 19-21 / 21-17
- Hwang Ji-man /  Kim Min-jung –  Cho Gun-woo /  Ha Jung-eun: 21-18 / 21-18
- Anggun Nugroho /  Endang Nursugianti –  Adam Cwalina /  Małgorzata Kurdelska: 19-21 / 21-10 / 21-14
- Mikkel Delbo Larsen /  Mie Schjøtt-Kristensen –  Ruud Bosch /  Paulien van Dooremalen: 21-7 / 21-13
- Matthew Honey /  Heather Olver –  Jorrit de Ruiter /  Ilse Vaessen: 21-12 / 26-24
- Hwang Ji-man /  Kim Min-jung –  Chris Adcock /  Gabrielle Adcock: 21-18 / 21-17

## Mixed
- He Hanbin /  Yu Yang –  Keita Masuda /  Miyuki Maeda: 21-12 / 21-14
- Tontowi Ahmad /  Yulianti CJ –  Kristian Roebuck /  Jenny Wallwork: 24-22 / 15-21 / 21-15
- Muhammad Rizal /  Greysia Polii –  Chris Langridge /  Weny Rasidi: 21-15 / 13-21 / 21-14
- Robin Middleton /  Liza Parker –  Anggun Nugroho /  Endang Nursugianti: 21-19 / 21-19
- Han Sang-hoon /  Hwang Yu-mi –  Matthew Honey /  Heather Olver: 21-15 / 20-22 / 21-16
- Hwang Ji-man /  Kim Min-jung –  Chen Hung-ling /  Chou Chia-chi: 21-13 / 16-21 / 21-14
- Robert Blair /  Natalie Munt –  Kristof Hopp /  Birgit Overzier: 21-14 / 21-19
- Vitaliy Durkin /  Valeria Sorokina –  David Lindley /  Suzanne Rayappan: 21-15 / 21-12
- Hsieh Yu-hsing /  Chien Yu-chin –  Wouter Claes /  Nathalie Descamps: 21-17 / 21-9
- Tsai Chia-hsin /  Cheng Shao-chieh –  Ingo Kindervater /  Kathrin Piotrowski: 21-15 / 21-18
- Razif Abdul Latif /  Chong Sook Chin –  Craig Cooper /  Renee Flavell: 21-19 / 21-16
- Lee Yong-dae /  Lee Hyo-jung –  Alexandr Nikolaenko /  Nina Vislova: 21-15 / 21-12
- Xu Chen /  Zhao Tingting –  Fang Chieh-min /  Cheng Wen-hsing: 12-21 / 21-7 / 21-12
- Rasmus Bonde /  Christinna Pedersen –  Devin Lahardi Fitriawan /  Lita Nurlita: 21-17 / 21-19
- Tadashi Ohtsuka /  Satoko Suetsuna –  Mikkel Delbo Larsen /  Mie Schjøtt-Kristensen: 9-21 / 21-13 / 21-17
- Anthony Clark /  Donna Kellogg –  Svetoslav Stoyanov /  Elodie Eymard: 21-6 / 21-14
- He Hanbin /  Yu Yang –  Tontowi Ahmad /  Yulianti CJ: 21-10 / 21-12
- Muhammad Rizal /  Greysia Polii –  Robin Middleton /  Liza Parker: 15-21 / 22-20 / 21-13
- Han Sang-hoon /  Hwang Yu-mi –  Hwang Ji-man /  Kim Min-jung: 21-14 / 21-12
- Vitaliy Durkin /  Valeria Sorokina –  Robert Blair /  Natalie Munt: 15-21 / 21-10 / 21-16
- Hsieh Yu-hsing /  Chien Yu-chin –  Tsai Chia-hsin /  Cheng Shao-chieh: 18-21 / 21-15 / 21-19
- Lee Yong-dae /  Lee Hyo-jung –  Razif Abdul Latif /  Chong Sook Chin: 21-14 / 21-16
- Xu Chen /  Zhao Tingting –  Rasmus Bonde /  Christinna Pedersen: 21-15 / 21-8
- Anthony Clark /  Donna Kellogg –  Tadashi Ohtsuka /  Satoko Suetsuna: 21-14 / 21-19
- He Hanbin /  Yu Yang –  Muhammad Rizal /  Greysia Polii: 21-19 / 21-23 / 23-21
- Han Sang-hoon /  Hwang Yu-mi –  Vitaliy Durkin /  Valeria Sorokina: 21-15 / 16-21 / 21-12
- Lee Yong-dae /  Lee Hyo-jung –  Hsieh Yu-hsing /  Chien Yu-chin: 21-6 / 21-11
- Xu Chen /  Zhao Tingting –  Anthony Clark /  Donna Kellogg: 21-18 / 21-14
- He Hanbin /  Yu Yang –  Han Sang-hoon /  Hwang Yu-mi: 21-18 / 21-14
- Lee Yong-dae /  Lee Hyo-jung –  Xu Chen /  Zhao Tingting: 21-16 / 21-17
- Lee Yong-dae /  Lee Hyo-jung –  He Hanbin /  Yu Yang: 9-21 / 27-25 / 21-18